# اسپرس کردستانی
اسپرس کردستانی (نام علمی: Onobrychis andalanica) نام یک گونه از سرده اسپرس است.